# Remington Model 10

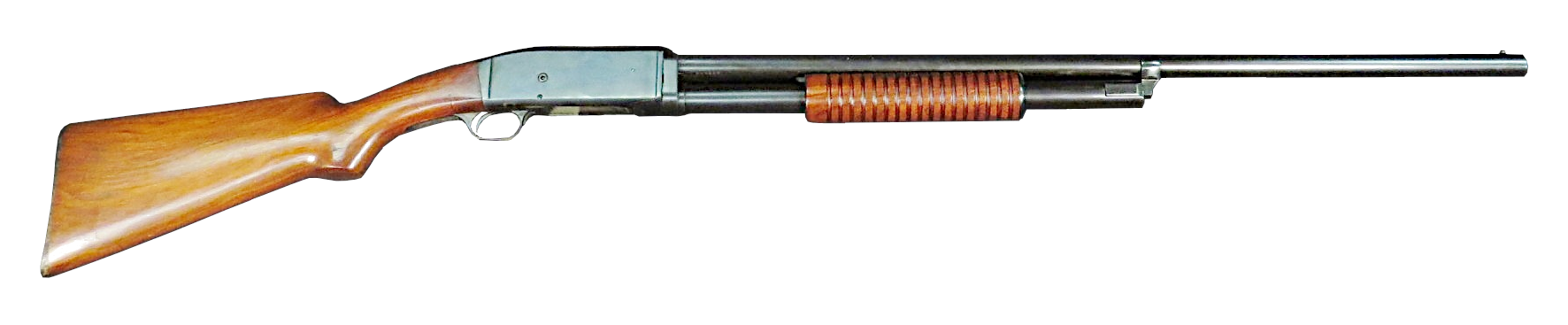
La version chasse du Fusil à pompe Remington 10.

Le Remington model 10 est un fusil à pompe fabriqué aux États-Unis entre  les années 1900 et les années 1930 par Remington Arms. Il a inspiré les créateurs de l'Ithaca 37. En 1929, lui succède le Remington Model 29.

## Caractéristiques
Il se distinguait de l'immense majorité des fusils à pompe par l'éjection des cartouches tirées par le dessous de l'arme au lieu de la classique chambre d'éjection placée à droite du fusil. Le Remington M10 était en conséquence souvent utilisé par les gauchers qui n'ont pas à craindre le passage des cartouches brûlantes devant leur visage quand ils épaulent le fusil à gauche. Les versions militaires étaient munies d'un manchon refroidisseur et de tenons pour la baïonnette.

### Armes de chasse
- Munition : Calibre 12, Calibre 16 ou Calibre 20.
  - Totale : 1,15 m-1,31 m
  - Canon : 66-71-76-82 cm
- Capacité du magasin tubulaire : 5 coups
- Masse (arme vide en calibre 12):3,3-3,5 kg

### M10Riot-gun/Trench Gun
- Munition : Calibre 12
- Longueur : 
  - Totale : 1 m
  - Canon : 51 cm
- Masse du fusil vide : 3,4-3,5 kg (avec manchon refroidisseur et tenons pour la baïonnette) .
- Capacité du magasin tubulaire : 5 coups

## Diffusion
Produit à ± 275 000 exemplaires de 1908 à 1929, ce fusil fut très populaire parmi les chasseurs, les tireurs sportifs, les services de services de police et militaires américains. L'US Army et l'US Marine Corps  acquirent 3 500 fusils de tranchée M10 durant la Première Guerre mondiale
En France, Manufrance le vendit  de 1909  à 1912. Dans son tarif-album de 1910, la version démontable était proposé à 200-210 francs-or selon la finition.

## Dans la culture populaire
- Au cinéma, ce Remington arme le bandit Doc Madison (Marc Lawrence dans Dillinger, l'ennemi public n° 1, le Deputy Sheriff Harvey Hall (Harry Northup) dans Boxcar Bertha et Noah Calhoun (Ryan Gosling) dans N'oublie jamais.
- À la télévision, il est visible dans la mini-série Bonnie and Clyde: Dead and Alive dans les mains du célèbre couple de gangsters. Il équipe aussi le  Detective Sean Garrity (Steven Pasquale) du NYPD dans la série Rescue Me : Les Héros du 11 septembre.

## Sources
- (en) Cet article est partiellement ou en totalité issu de l’article de Wikipédia en anglais intitulé « Remington Model 10 » (voir la liste des auteurs).